# Schloss Hart
Schloss Hart är ett slott i Österrike.   Det ligger i distriktet Graz-Umgebung och förbundslandet Steiermark, i den östra delen av landet, 150 km sydväst om huvudstaden Wien. Schloss Hart ligger 494 meter över havet.
Terrängen runt Schloss Hart är platt söderut, men norrut är den kuperad. Schloss Hart ligger uppe på en höjd. Runt Schloss Hart är det ganska tätbefolkat, med 124 invånare per kvadratkilometer.. Närmaste större samhälle är Graz, 7,8 km öster om Schloss Hart.
Trakten runt Schloss Hart består till största delen av jordbruksmark.